# Вітценгаузен
Вітценгаузен (нім. Witzenhausen) — місто в Німеччині, знаходиться в землі Гессен. Підпорядковується адміністративному округу Кассель. Входить до складу району Верра-Майснер.
Площа — 126,69 км2. Населення становить 15 003 ос. (станом на 31 грудня 2020).